# Bergmühle (Kronach)
Bergmühle ist eine Wüstung auf dem Gemeindegebiet der Kreisstadt Kronach im Landkreis Kronach (Oberfranken, Bayern).

## Geographie
Die Einöde befand sich auf einer Höhe von 309 m ü. NHN an der Haßlach und an einer Chaussee, die von Kronach (0,4 km nordöstlich) nach Lichtenfels führte.

## Geschichte
Gegen Ende des 18. Jahrhunderts gehörte die Bergmühle zu Kronach. Das Hochgericht übte das bambergische Centamt Kronach aus. Die Mahl- und Schneidmühle hatte das Kastenamt Kronach als Grundherrn.
Mit dem Gemeindeedikt wurde Bergmühle dem 1808 gebildeten Steuerdistrikt und der im gleichen Jahr gebildeten Munizipalgemeinde Kronach zugewiesen. 1861 gab es in Bergmühle 7 Einwohner. In einer topographischen Karte von 1923 wurde der Ort letztmals verzeichnet.

## Religion
Der Ort war katholisch und nach St. Johannes der Täufer (Kronach) gepfarrt.